# Åbo
Åbo (finlandssvenskt uttal: [ˈoːbu] ( lyssna); finska: Turku [ˈturku] ( lyssna)) är en stad och kommun i landskapet Egentliga Finland. Åbo med sina 194 391 invånare (2020), är Finlands sjätte största. Åbo stadsregion har cirka 311 000 invånare[källa behövs] inklusive närliggande tätorter. 5,5 procent eller cirka 10 000 av invånarna har svenska som modersmål. Staden är alltså tvåspråkig med finska som majoritetsspråk.
Åbo är Finlands äldsta stad, och var fram till 1840-talet landets folkrikaste stad. Man antar att staden grundades på 1200-talet. Åbo har en lång historia och var länge maktens centrum i den finska riksdelen av Sverige. Efter finska kriget blev Finland ett storfurstendöme inom Kejsardömet Ryssland 1809, och Åbo blev dess huvudstad. Åbo förlorade dock statusen som huvudstad tre år senare när tsar Alexander I av Ryssland beslutade att flytta maktcentrumet till Helsingfors. Precis som många andra finländska kuststäder längs Östersjökusten har staden alltid haft en stor andel svenskspråkiga invånare. Åbo är också en stor hamnstad med bland annat färjeförbindelser till Mariehamn och Stockholm.
Tillsammans med Estlands huvudstad Tallinn utsågs Åbo till europeisk kulturhuvudstad 2011.

## Etymologi
Åbo betyder 'bosättning vid å'. Ån torde vara Aura å. Stadens finska namn, Turku, kommer av 'torg, marknad', genom ett ryskt lånord.

## Historia

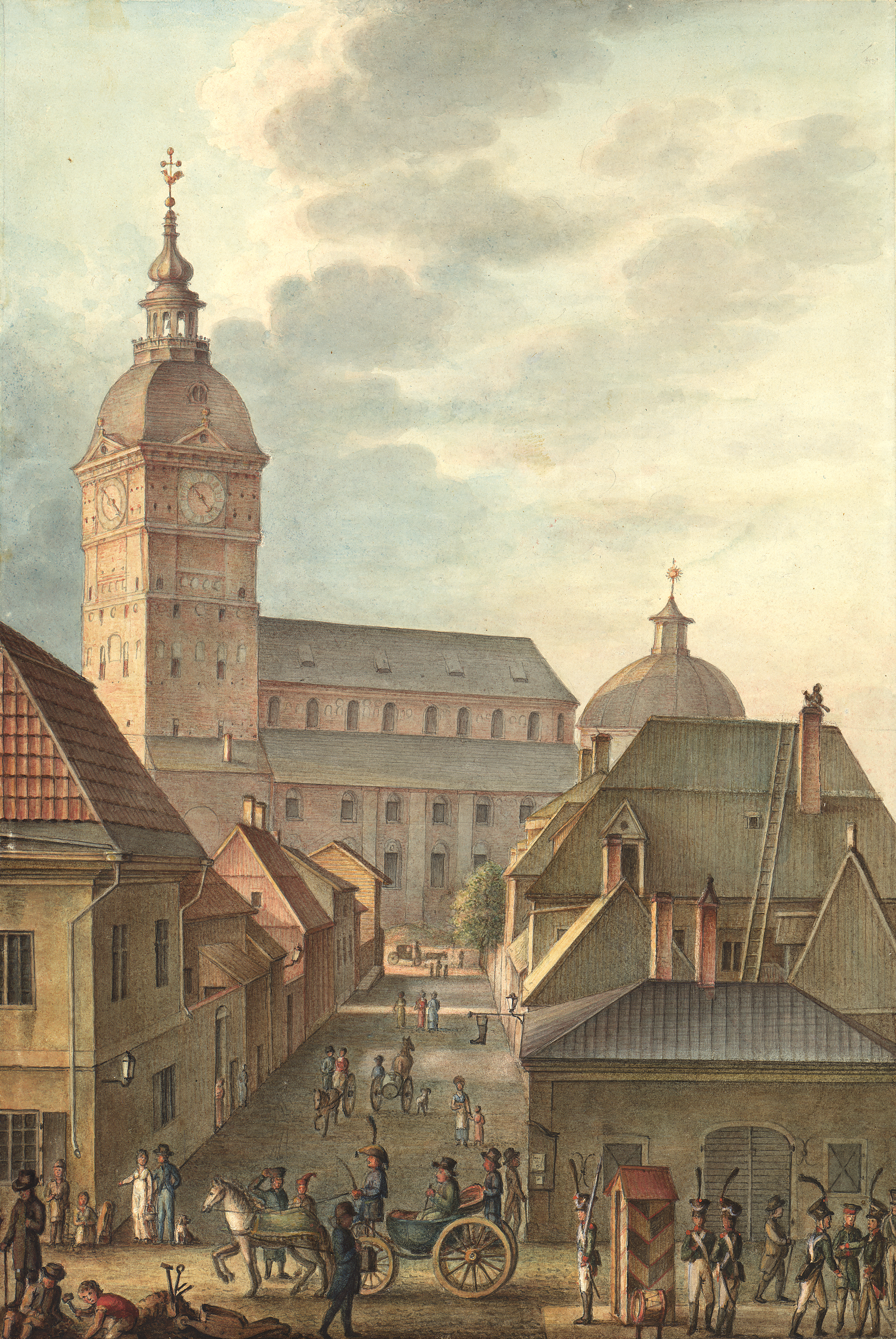
Kvarteren mellan kyrkan och Stortorget före Åbo brand, numera Braheskvären.

Åbo är en av Finlands sex medeltida städer. Man räknar att Åbo stads historia börjar i och med att Åbo nämns i ett brev från påven Gregorius IX daterat den 23 januari 1229. I brevet beordrade påven att biskopssätet skulle flyttas från den gamla platsen i Nousis till Korois vid Aura å. Staden grundades på 1200-talet, och byggandet av Åbo domkyrka och Åbo slott inleddes på 1280-talet. Åbo utgjorde administrativt och ekonomiskt centrum för den finländska delen av Sverige, med bland annat livlig handel med Stockholm och med hansestäderna Reval, Danzig och Lübeck. Åbos finska namn Turku kommer från det fornryska ordet 'tǔrgǔ' som betyder torg.
Hertig Johan och Katarina Jagellonica höll hov på Åbo slott 1562–1563. Mot slutet av 1500-talet var Åbo en av huvudskådeplatserna för striden mellan kung Sigismund och hertig Karl. Under 1600-talet grundades Åbo hovrätt och Kungliga Akademien i Åbo och stadens befolkning ökade betydligt, till omkring 6 000 personer.
Mellan 1809 och 1812 var Åbo huvudstad i Storfurstendömet Finland, men även under den svenska tiden var det den viktigaste staden i den östra rikshalvan. Åren 1812–1819 flyttades huvudstaden närmare Ryssland, till Helsingfors. Tre fjärdedelar av Åbo förstördes vid Åbo brand år 1827.

## Geografi
Åbo ligger vid kusten i sydvästra Finland vid Aura ås mynning. I väst och syd är Åbo omgivet av Åbolands skärgård som omfattar över 20 000 öar. I jämförelse med resten av Finland är vintrarna i Åbo milda och somrarna varmare. Därför växer här också sådana lövträdsarter som annars är ovanliga i Finland. Särskilt ön Runsala har stora ekskogar. Årsmedeltemperaturen är cirka 6 °C och årsnederbörden är 700 mm. Ett snötäcke som ligger kvar brukar vanligen komma först kring nyår, och bara varannan jul är vit. Aura å fryser ofta till så att man kan gå eller åka skidor på ån[källa behövs]. Isen på ån går vanligtvis i månadsskiftet mars–april.

### Åbo stadsdelar

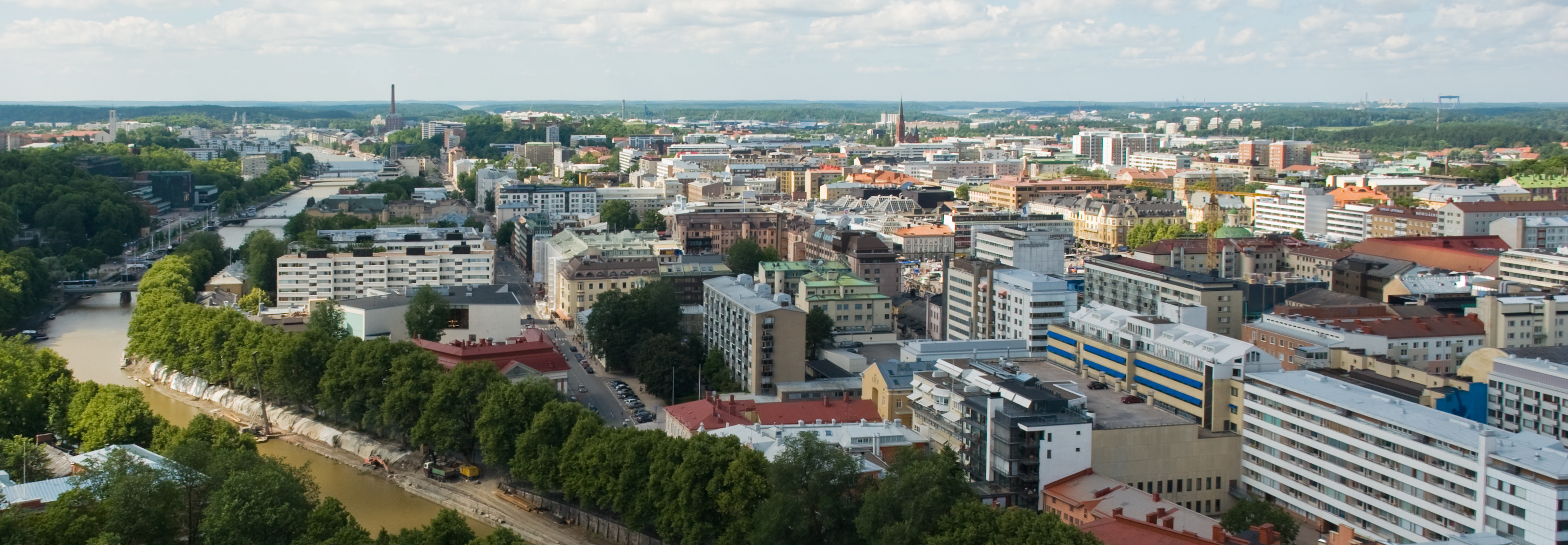
Åbo centrum sett från domkyrkans torn.

Efter branden 1827 planerade Carl Ludvig Engel den nya stadsstrukturen i ett strikt rutmönster. Gränsen för den så kallade rutstaden sammanfaller till stora delar med Åbos gamla stadsgräns. Det finns parkområden på kullarna och vid ån. Centrala stadsdelar är I (småområdena Universitet och Sirkkala), II (Vårdberget), III (småområdena Samppalinna och Idrottsparken), IV (Martinsbacken), V (Öststranden), VI, VII, VIII (Port Arthur, eller småområdena Port Arthur och Kakola) och IX (Väststranden).
Kring de centrala delarna finns småhusområden, till stor del från 1900-talets början, då de byggdes som arbetarkvarter (Port Arthur, Nummis, Raunistula). Områdena har blivit eftertraktade och dyra bostadsområden. Småhusområdet mellan centrum och stadssjukhuset byggdes efter kriget med hjälp av insamlingar i vänorten Göteborg (de så kallade Göteborgshusen).
På 1970-talet byggdes stora förorter utanför småhusområdena. De största förorterna är Jäkärlä, Kråkkärret, Pansio och Runosbacken. På 1990-talet byggdes det i stället mer på Åbos öar (främst Hirvensalo), samt som förtätning av staden.
Kakskerta var tidigare en egen kommun, men slogs 1968 samman med Åbo. Öarna Kakskerta och Satava med omgivande holmar är stadsdelar i Åbo.

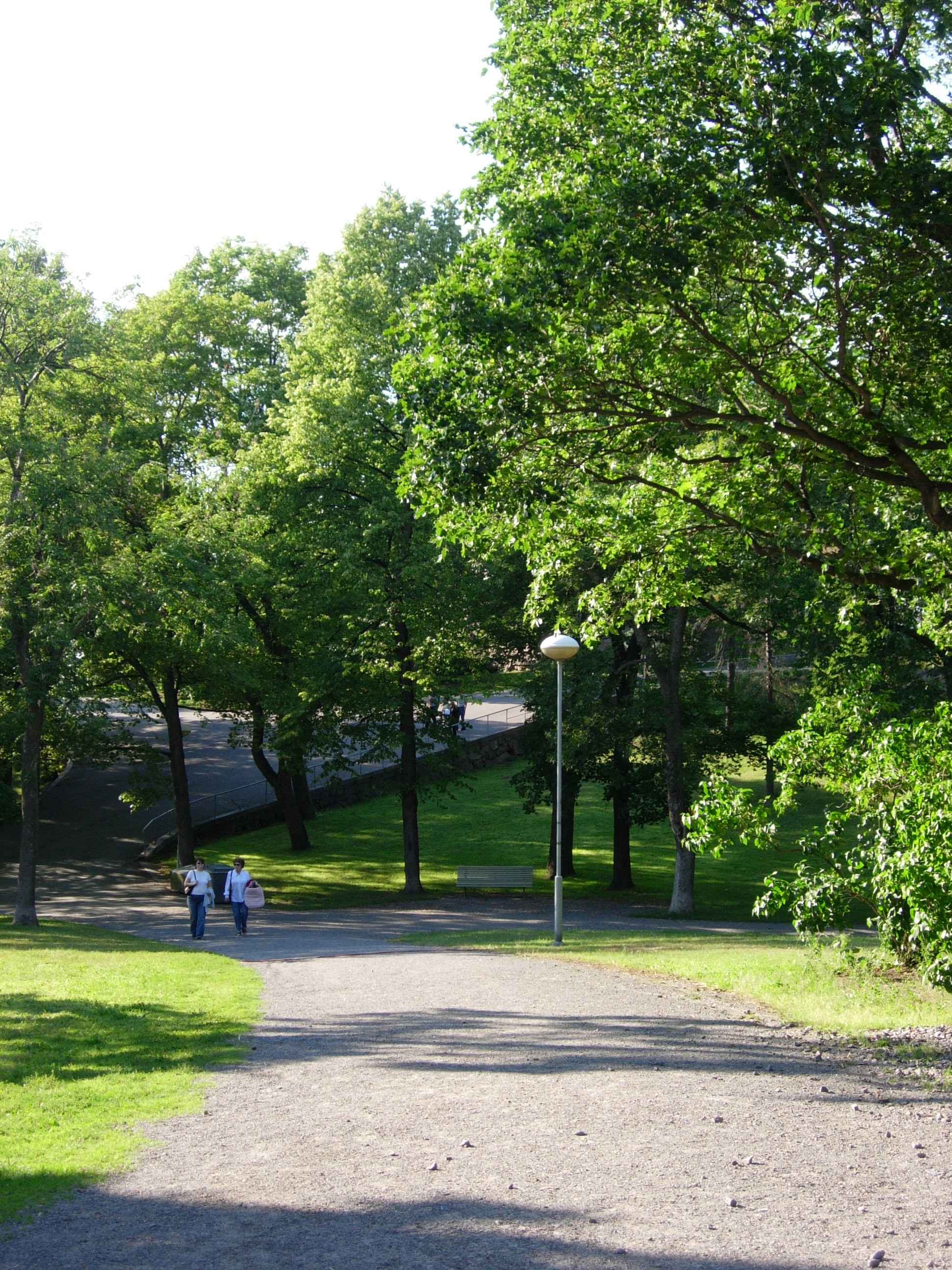
Vårdbergsparken i Åbo.

Bland övriga stadsdelar, bosättningsområden, byar och egendomar kan nämnas Bagarla, Batterihagen, Beckholmen, Friskala, Fyrstranden, Hallis, Hammarbacka, Ilpois, Ispois, Kanalbanken, Katrinedal, Korpolaisbacken, Kråkkärret, Kuppis, Lillheikkilä, Nummisbacken, Parkbacken, Patis, Skansbacken, Storheikkilä, Tallbacken, Vårdberget och Österås.
Bland öarna i Åbo finns utöver Hirvensalo, Satava och Kakskerta Lilla Bocken, Runsala (med Kuva udde), Stora Bocken, Vepsarn, fyrgrundet Notgrund samt grundet Järngrund. Slottsfjärden och sundet Långvattnet finns inom staden, medan fjärden Erstan skiljer Åbo öar från Rimito i väster, fjärden Vapparn i söder skiljer Åbo från Pargas, och Lemofjärden skiljer Åbo öar från S:t Karins.

### Aura å

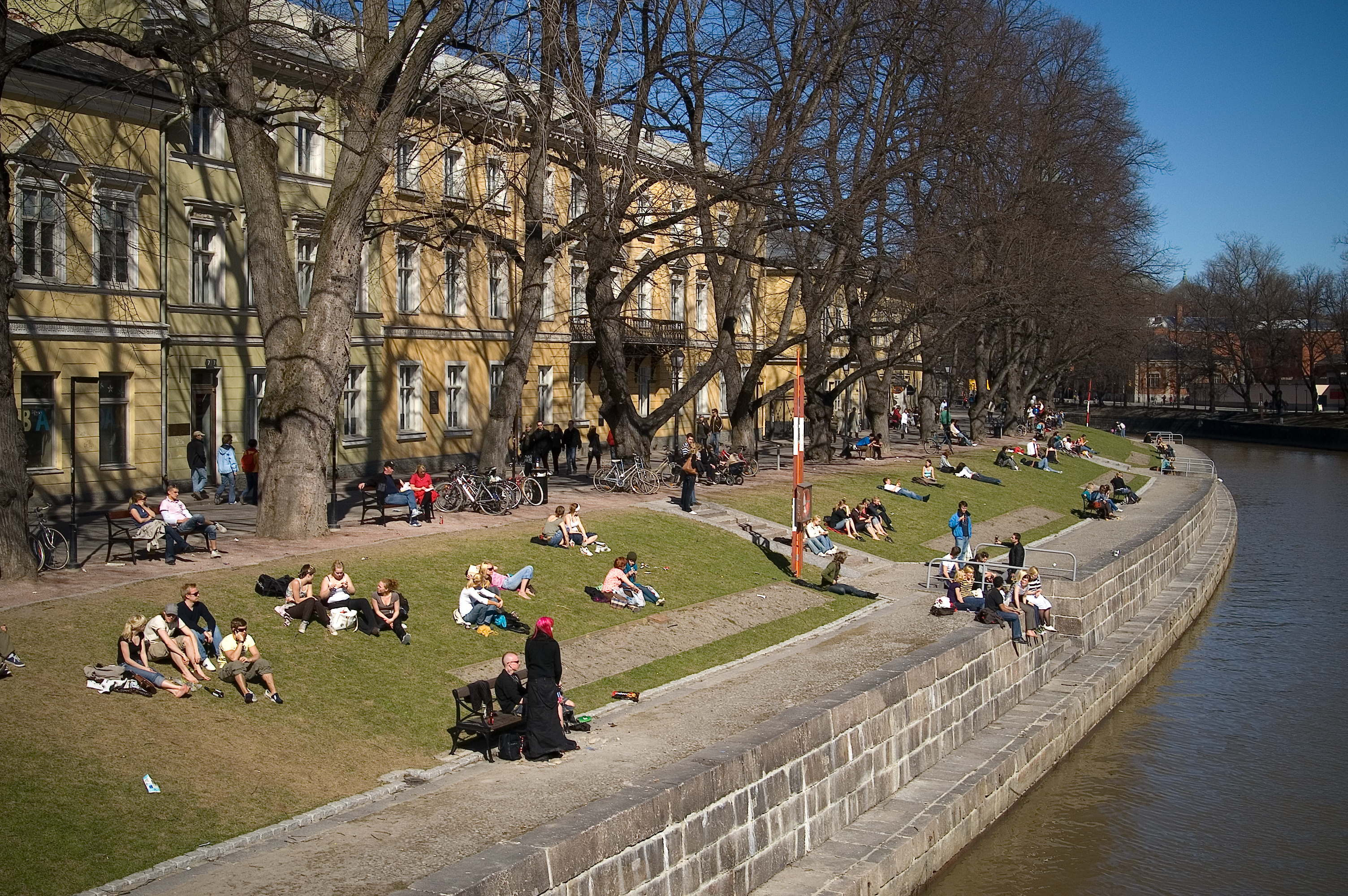
Vårsolen lockar folk till åstranden.

Aura å flyter genom staden. Den är i medeltal cirka 50 meter bred, i stadens centrum är den mellan 2,5 och 5 meter djup, men ovanför Åbo domkyrka blir ån märkbart grundare, med vid lågt vatten synliga grund. Vid Hallis fors fanns tidigare industri, senare togs vatten för stadens behov här.
Aura å delar Åbo i två delar. Staden grundades på östsidan (det vill säga sydsidan). Där finns domkyrkan, Åbo Akademi, Gamla Stortorget med mera. Stadens historia har gett upphov till att östsidan kallas "täl pual jokke" (åbofinska, betyder "på den här sidan av ån"), medan sidan med dagens Salutorg kallas "tois pual jokke" (åbofinska, betyder "på den andra sidan av ån"). Dessa namn är fasta och har ingenting att göra med på vilken sida man befinner sig. Numera finns stadens kommersiella och administrativa centrum på den västra sidan. Salutorget räknas som stadens mittpunkt.
Man kan promenera längs kajen från Forum Marinum nära Åbo slott vid hamnen, förbi gästhamnen, längs kajen för förbindelse- och kryssningsbåtar, längs gågatan Västra strandgatan, som fungerar som vardagsrum för åboborna och vidare längs en strandstig förbi Korois udde uppströms från centrum. Från Hallisforsen fortsätter gångstigen genom kulturlandskap delvis ett stycke från ån. Här fanns "Kampiföri", en handdriven färja, numera ersatt av en bro, och på östra sidan ligger Kurala bybacke på bekvämt gångavstånd. Ännu längre uppströms, i Ravattula, ligger ruinerna av den äldsta kända kyrkan i Finland.
Det finns elva broar samt en färja för lätt trafik över Aura å i Åbo. Sommartid trafikerar dessutom båten Pikkuföri ("lilla färjan") längs ån, beroende på vattenståndet upp till Aura- eller Dombron.
Vintertid är själva ån ett populärt promenadstråk när isarna håller. Under riktiga isvintrar plogas också en skridskobana upp på ån.

### Runsala

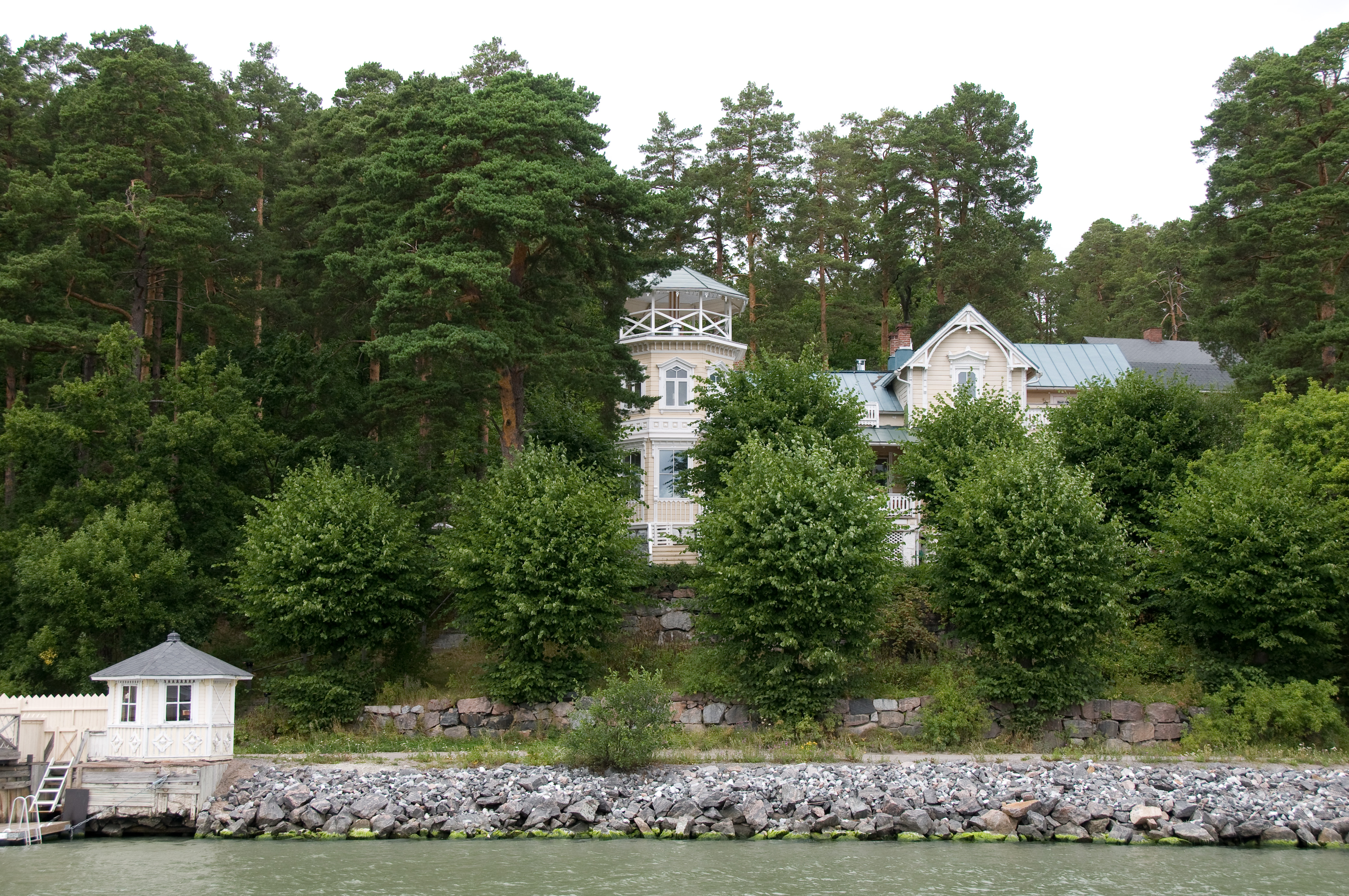
Villa med badhus på Runsala.

Runsala är en ö med naturpark i Åbo stad känd för sin natur, för villor från ryska tiden och för musikfestivalen Ruisrock. Man når enkelt ön med buss, bil och cykel och den är ett vanligt mål för cykelutfärder och promenader. Också en liten båt trafikerar från Aura å till Runsala.
Naturen på Runsala är mycket speciell för finska förhållanden, med bland annat stora inslag av ek. Naturen presenteras i naturumet Tammenterho nära bron ut till ön. Här kan man också hyra cykel. I närheten ligger en naturpark med naturstigar. Längre ut på ön finns Åbo universitets botaniska trädgård.
Ön är ett populärt utflyktsmål. Allmänna badstränder finns i Folkparken nära fastlandet och längst ute på Saaro udde, där det också finns en campingplats.

### Tätorter
Vid tätortsavgränsningen den 31 december 2012 hade tätorten Åbo centraltätort 254 671 invånare, delad på 7 kommuner:
- i Åbo stad låg den största delen med 170 377 invånare
- i S:t Karins stad 29 326 invånare
- i Reso stad 24 017 invånare
- i Nådendals stad 13 778 invånare
- i Lundo kommun 12 862 invånare
- i Rusko kommun 3 225 invånare
- i Masku kommun 1 086 invånare

## Politik

### Mandatfördelning i Åbo stad, valen 1964–2025
Statistik över kommunalval i Finland finns tillgänglig i statistikcentralens publikationer för enskilda kommuner från valet 1964 och framåt. Publikationen över kommunalvalet 1968 var den första som redovisade komplett partitillhörighet. Ytterligare material finns i Riksarkivet.
| 17 | 17 | 19 |

| 14 |  | 14 |  |  | 5 | 5 | 11 |

| 16 | 16 |  |  | 5 | 4 |  | 15 |

| 17 | 15 |  | 6 | 4 |  | 21 |

| 16 | 18 | 3 |  | 3 | 4 |  | 19 |

| 14 | 16 | 3 | 5 | 3 | 4 |  | 20 |

| 8 | 5 | 18 |  | 6 | 3 | 4 |  | 20 |

| 11 | 22 | 7 |  |  | 3 | 4 |  | 16 |

| 11 | 19 | 5 |  | 3 |  | 4 |  | 20 |

| 10 | 17 | 8 | 3 | 5 | 4 |  | 18 |

| 10 | 18 | 9 | 4 | 4 |  | 19 |  |

| 37 | 30 |

| 10 | 15 | 11 |  |  | 3 | 4 |  | 19 |

| 38 | 29 |

| 9 | 14 | 10 |  | 6 | 4 | 3 |  | 19 |

| 35 | 32 |

| 12 | 12 | 14 | 5 | 3 | 3 |  | 17 |

| 34 | 33 |

| 11 | 13 | 10 | 9 | 3 | 3 |  |  | 16 |

| 32 | 35 |

| 10 | 16 | 11 |  | 6 | 4 | 3 |  | 15 |

## Ekonomi och infrastruktur

### Utbildning
Det första universitetet i Finland (och tredje i Sverige) grundades av Per Brahe d.y. år 1640 under namnet Kungliga Akademien i Åbo (latin: Regia academia aboensis). Efter att huvudstaden hade flyttats till Helsingfors 1812 och Åbo brand 1827 flyttades även universitetet till Helsingfors, för att där uppstå som Kejserliga Alexandersuniversitetet, numera Helsingfors universitet. I Åbo grundades på 1900-talet två universitet och två handelshögskolor, de svenskspråkiga Åbo Akademi (grundat 1918) och Åbo Handelshögskola (grundad 1927) och de finskspråkiga Åbo universitet (grundat 1920) och Åbo handelshögskola (grundad 1950). Handelshögskolorna slogs senare ihop med universiteten (1980 respektive 2010). Vid införandet av yrkeshögskolor i Finland fick Åbo en svenskspråkig, Novia, och den kommunala, i huvudsak finskspråkiga Åbo yrkeshögskola.
Tio gymnasier verkar i Åbo: åtta kommunala, inklusive ett kvällsgymnasium, svenskspråkiga Katedralskolan i Åbo och Turku International School, samt statliga Turun normaalikoulus och privata Turun Steiner-koulus gymnasier. Undervisningen vid den internationella skolan ges av normalskolan genom avtal, med engelska som undervisningsspråk. Dess gymnasium följer IB-programmet, liksom en linje vid normalskolan.

## Demografi

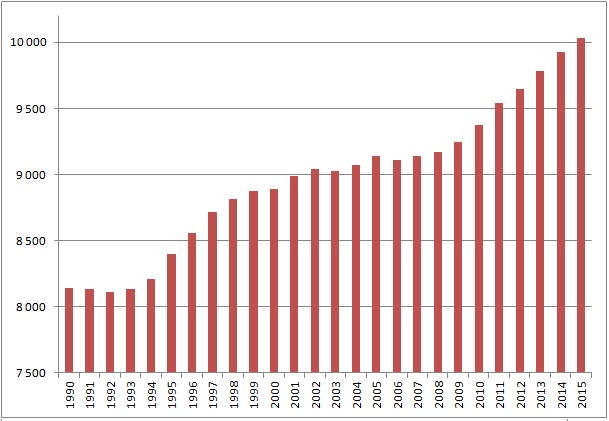
Antal svenskregistrerade personer i Åbo 1990–2015. Under perioden ökade antalet svensktalande med cirka 1 900 personer (23 %). Lägg märke till att ordinatan (y-axeln) inte börjar vid 0!

I början av 2005 bodde 174 824 personer i Åbo. Åbos befolkning växte fram till 1970-talet då den sakta började minska för att sedan 1990-talet börjat växa igen. Eftersom Åbo är en av Finlands största universitetsstäder flyttar många 18–30-åringar till staden; på 1990-talet ändrades lagen så att flytt för studier berättigar byte av officiell hemort. Under andra världskriget bodde det 12 000 fler kvinnor än män i staden.
Under 1870-talet var andelen finlandssvenskar nästan hälften av befolkningen. I början av 1900-talet hade andelen sjunkit till en fjärdedel och 1950 hade den sjunkit till cirka 10 procent. Under denna tid anslöts flera områden med arbetarbosättning, vilka tillhört de omgivande landskommunerna (jfr Raunistula). Sedan 1980-talet har andelen varit strax över fem procent. Det finns cirka 9 500 invånare av utländsk härkomst. Åbos största invandrargrupper kommer från: Ryssland, Estland, Irak, Iran, Sverige samt före detta Jugoslavien.

### Befolkningsutveckling
| Befolkningsutvecklingen i Åbo stad 1860–2020 | Befolkningsutvecklingen i Åbo stad 1860–2020 | Befolkningsutvecklingen i Åbo stad 1860–2020 | Befolkningsutvecklingen i Åbo stad 1860–2020 | Befolkningsutvecklingen i Åbo stad 1860–2020 |
| --- | -------------------------------------------- | -------------------------------------------- | -------------------------------------------- | -------------------------------------------- |
| |                                              |                                              |                                              |                                              |
| År |                                              |                                              | Folkmängd                                    |                                              |
| 1860 | 1860                                         |                                              | 16 870                                       |                                              |
| 1870 | 1870                                         |                                              | 19 617                                       |                                              |
| 1880 | 1880                                         |                                              | 22 701                                       |                                              |
| 1890 | 1890                                         |                                              | 30 096                                       |                                              |
| 1900 | 1900                                         |                                              | 38 235                                       |                                              |
| 1910 | 1910                                         |                                              | 47 777                                       |                                              |
| 1920 | 1920                                         |                                              | 51 901                                       |                                              |
| 1930 | 1930                                         |                                              | 64 568                                       |                                              |
| 1940 | 1940                                         |                                              | 74 788                                       |                                              |
| 1950 | 1950                                         |                                              | 101 824                                      |                                              |
| 1960 | 1960                                         |                                              | 124 359                                      |                                              |
| 1970 | 1970                                         |                                              | 152 210                                      |                                              |
| 1975 | 1975                                         |                                              | 164 121                                      |                                              |
| 1980 | 1980                                         |                                              | 163 680                                      |                                              |
| 1985 | 1985                                         |                                              | 161 398                                      |                                              |
| 1990 | 1990                                         |                                              | 159 180                                      |                                              |
| 1995 | 1995                                         |                                              | 164 744                                      |                                              |
| 2000 | 2000                                         |                                              | 172 561                                      |                                              |
| 2005 | 2005                                         |                                              | 174 868                                      |                                              |
| 2010 | 2010                                         |                                              | 177 326                                      |                                              |
| 2015 | 2015                                         |                                              | 185 908                                      |                                              |
| 2020 | 2020                                         |                                              | 194 391                                      |                                              |
| Anm: Uppgifterna för åren 1860–1870 är tagna från ”Turun kaupungin historia 1856–1917”. Uppgifterna 1975-2020 avser förhållandena den 31 december nämnda år enligt områdesindelningen den 1 januari 2022. |                                              |                                              |                                              |                                              |

## Kultur

### Lokala dagstidningar
- Åbo Underrättelser (ÅU) (svenskspråkig), lokaltidning också för Åboland med en upplaga på cirka 7 400 exemplar. Finlands äldsta dagstidning, grundad 1824.
- Turun Sanomat (TS) (finskspråkig), upplaga cirka 110 000, främst i Egentliga Finland. Grundad 1904.

### Museer

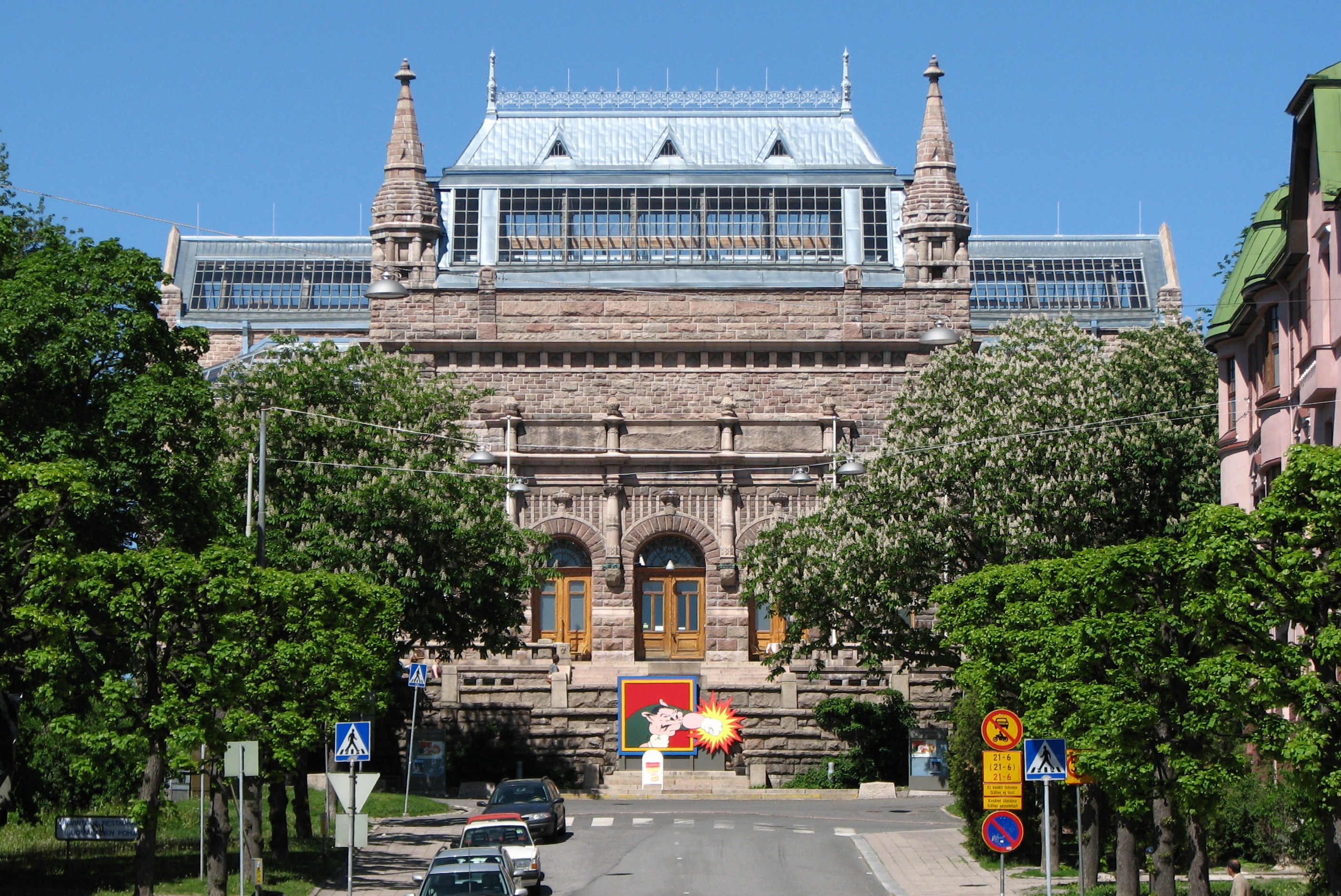
Åbo konstmuseum i Puolalaparken ovanför Salutorget, i ändan av Auragatan.

- Åbo domkyrka, Finlands nationalhelgedom, med litet museum
- Åbo slott, med delar från medeltiden och från hertig Johans tid; historiska museet
- Hantverksmuseet Klosterbacken, stadsdel från 1700-talet, där hantverkare erbjuds möjlighet att arbeta och förevisa gamla arbetsmetoder
- Forum Marinum med segelfartygen Suomen Joutsen och Sigyn, minfartyg, kanonbåt, gammal hamnbogserare samt Göran Schildts ketch Daphne och andra mindre båtar
- Biologiska museet, med dioramautställningar över finsk natur
- Kurala bybacke: husdjur, hem i 1950-talsstil, verkstad för experimentell arkeologi, temadagar kring gammalt lantbruk, hemhantverk och annat i anslutning till verksamheten
- Qwenselska gården, borgarhem från 1800-talet och apoteksmuseum
- Ett hem, borgarhem från sekelskiftet 1900
- Aboa Vetus et Ars Nova i Rettigska palatset, två museer under samma tak: utgrävningar av medeltida Åbo och relaterade utställningar samt museum för nutidskonst
- Åbo konstmuseum, betydande samlingar av finsk nationalromantisk konst
- Wäinö Aaltonens museum, växlande utställningar och olika evenemang
- Sibeliusmuseum, bland annat en betydande instrumentsamling samt noter och manuskript av och artiklar om Jean Sibelius

### Teatrar
- Åbo stadsteater (Turun Kaupunginteatteri), (finskspråkig)
- Åbo Svenska Teater (svenskspråkig)
- Flera mindre teatrar
- Sommarteatrarna på Samppalinna och Vårdberget

### Festivaler och evenemang
- Medeltidsdagarna

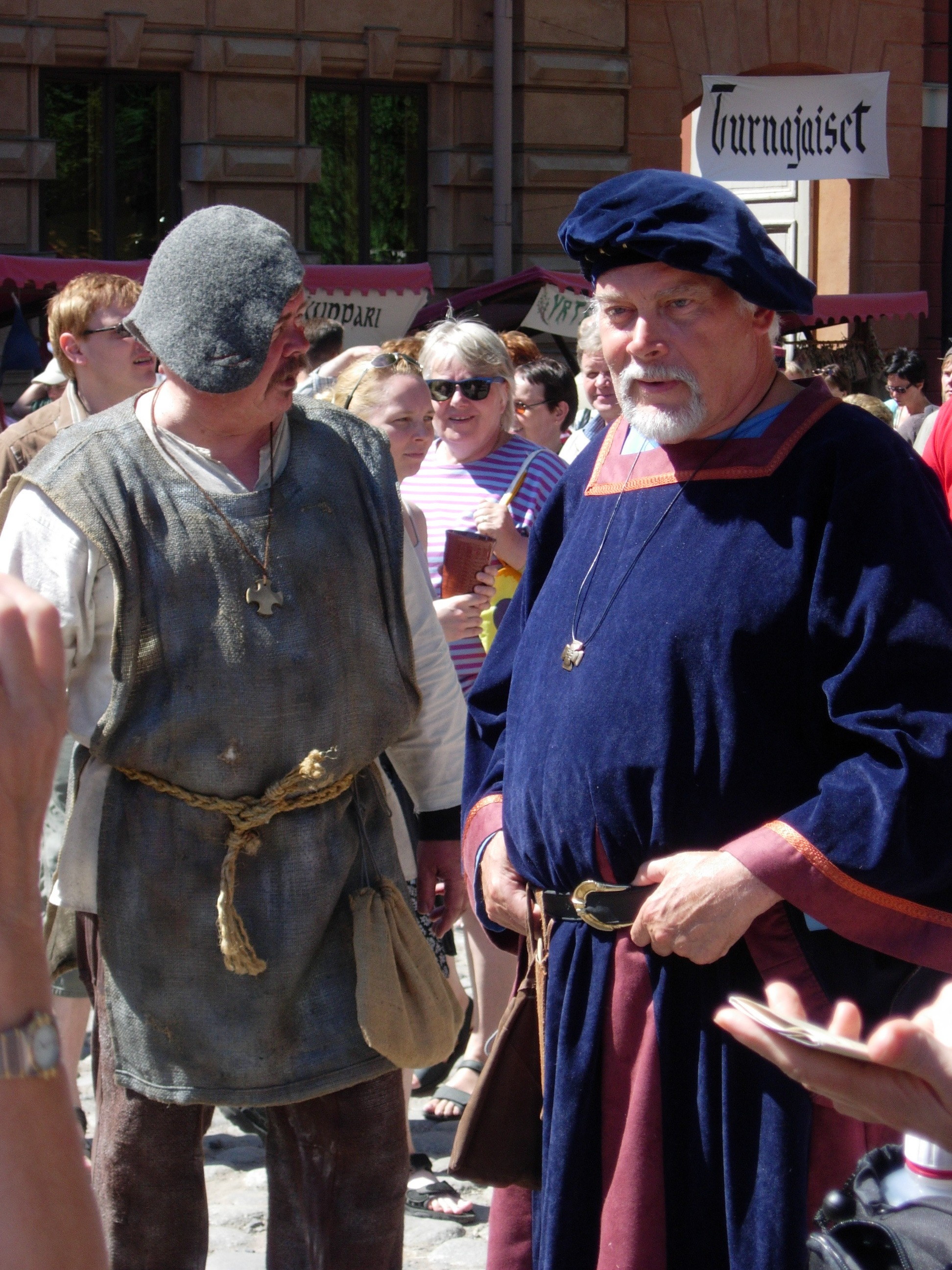
Skådespelare rör sig bland marknadsbesökarna under medeltidsdagarna.

- Down by the Laituri (DBTL, "Längs kajen"), musikfestival i kärncentrum
- Ruisrock, årlig rockfestival i Runsala folkpark sedan 1970
- Åbo musikfestspel
- Åbodagen med Heikinmarkkinat på Salutorget och marknad för traditionella produkter på Gamla Stortorget
- Strömmingsmarknad, skärgårdsbor och andra säljer fisk- och hantverksprodukter vid åstranden, numera också annan försäljning
- Julstaden Åbo, julfrid har utlyst i Åbo sedan lång tid och Åbo har nu utropat sig till julstad, med rätt digert program under advent och jul.[20]

### Viktiga byggnader

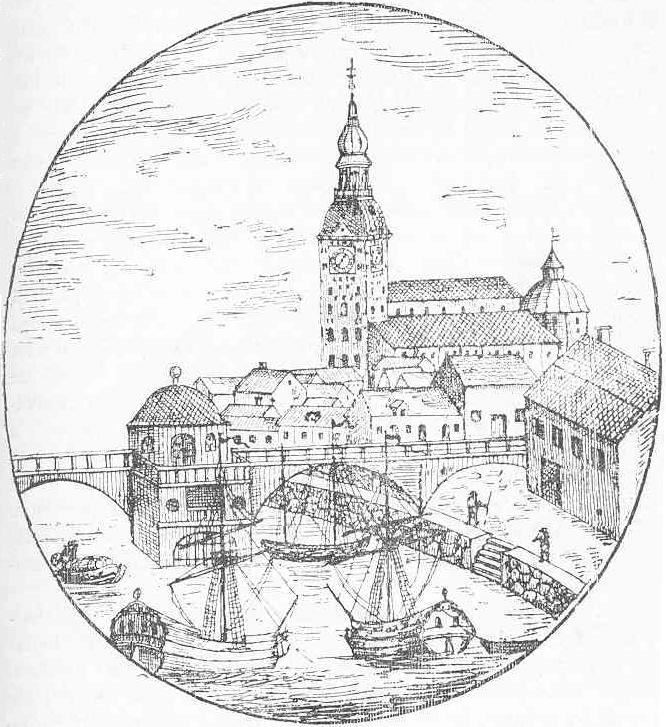
Åbo domkyrka under den svenska tiden.

- Brinkala, Juseliuska och Hjeltska huset vid Gamla Stortorget
- Kakolafängelset på berget Kakolabacken
- Åbo domkyrka, Mikaelskyrkan, Åbo ortodoxa kyrka, Åbo synagoga
- Åbo slott
- Åbo saluhall
- Åbo stadsbibliotek
- Åbo stadshus
- Åbohallen

### Stadsvapen
Åbo stadsvapen återgår på ett medeltidssigill från 1309. Bokstaven A i gotisk form syftar på begynnelsebokstaven i stadens latinska namn Aboa. Liljan är sinnebild för jungfru Maria.

### Idrott
- Fotboll: TPS och FC Inter Åbo, som spelar i Tipsligan.
- Ishockey: TPS som spelar i FM-ligan i ishockey och TuTo som spelar i Mestis.
- Handboll: HF ÅIFK och HC Fenix, som 2006/2007 spelade i FM-serien (högsta divisionen).
- Amerikansk fotboll: Turku Trojans som spelar i högsta serien, Lönnligan (vaahteraliiga)
- Korgboll: Turun NMKY spelade i serie B1 2017–2018